# 浚县农村商业银行
河南浚县农村商业银行股份有限公司，简称浚县农商银行，是河南省鹤壁市浚县的一家股份制农村商业银行。2017年底由浚县农村信用合作联社改制为浚县农商银行。

## 历史
2017年7月7日，浚县农村商业银行股份有限公司创立大会暨第一届股东大会召开。  
截至2017年11月末，该联社各项存款余额达87.92亿元。 
2017年12月6日上午10:16，河南浚县农村商业银行股份有限公司开业挂牌。